# برلین (گروه موسیقی)
برلین (به انگلیسی: Berlin) یک گروه موسیقی موج نو آمریکایی است که در سال ۱۹۷۸ در لس‌آنجلس بنیان گذاشته شد. اعضای بنیان‌گذار گروه پاتریک کراوفورد (باسیست)، تری نان (خواننده) و نوازندهٔ کیبورد دیوید دیاموند بودند.
برلین ابتدا با تک‌آهنگ «سکس (من یک...)» (۱۹۸۲) معروف شدند اما با ترانهٔ عاشقانهٔ «نفسم را بند آوردی» ‏(۱۹۸۶)-که به‌عنوان ساندترک فیلم Top Gun هم استفاده شد- موفق شدند رده‌های بالای جدول‌های فروش موسیقی را فتح کنند. «نفسم را بند آوردی» در زمان انتشارش به ترانهٔ شماره ۱ جدول ۱۰۰ ترانهٔ پرفروش روز آمریکا تبدیل شد. این ترانه همچنین ۱۵ هفته در جدول پرفروش‌ترین تک‌آهنگ‌های بریتانیا حضور داشت و برای ۴ هفتهٔ پیاپی، شماره ۱ آن کشور بود. «نفسم را بند آوردی» ۲ جایزهٔ گلدن گلوب و اسکار «بهترین ترانهٔ اوریژینال» را هم برای Top Gun به‌همراه آورد.